# Nuevo León (Guatemala)
Nuevo León: ( escuchar), es un Cantón, del municipio de Santa Cruz Barillas del departamento de Huehuetenango, en la República de Guatemala Centro América; Cantón Nuevo León— como también se conoce— ubicado al costado oriente, en la parte más baja y en un extremo del municipio, en las riberas del Río Xalbal; es uno de los 247 centros poblados que conforman el municipio Santa Cruz Barillas incluyendo aldeas, caseríos y cantones etc. Y es aledaña al límite entre los municipios Santa Cruz Barillas, Huehuetenango e Ixcán, Quiche.

## Clima
Af - Ecuatorial o tropical húmedo(Af): Según la (Clasificación de Köppen: Cfb). Este clima está presente en la Comunidad, ya que en su alrededor abunda bosques tropicales; Contiguo a la Zona de Nuevo León, el clima es predominantemente cálido y con mucha humedad, y posee una baja altitud a nivel del mar (de 250 a 400 m s. n. m.).
| Parámetros climáticos promedio de Nuevo León | Parámetros climáticos promedio de Nuevo León | Parámetros climáticos promedio de Nuevo León | Parámetros climáticos promedio de Nuevo León | Parámetros climáticos promedio de Nuevo León | Parámetros climáticos promedio de Nuevo León | Parámetros climáticos promedio de Nuevo León | Parámetros climáticos promedio de Nuevo León | Parámetros climáticos promedio de Nuevo León | Parámetros climáticos promedio de Nuevo León | Parámetros climáticos promedio de Nuevo León | Parámetros climáticos promedio de Nuevo León | Parámetros climáticos promedio de Nuevo León | Parámetros climáticos promedio de Nuevo León |
| Mes                                          | Ene.                                         | Feb.                                         | Mar.                                         | Abr.                                         | May.                                         | Jun.                                         | Jul.                                         | Ago.                                         | Sep.                                         | Oct.                                         | Nov.                                         | Dic.                                         | Anual                                        |
| -------------------------------------------- | -------------------------------------------- | -------------------------------------------- | -------------------------------------------- | -------------------------------------------- | -------------------------------------------- | -------------------------------------------- | -------------------------------------------- | -------------------------------------------- | -------------------------------------------- | -------------------------------------------- | -------------------------------------------- | -------------------------------------------- | -------------------------------------------- |
| Temp. máx. media (°C)                        | 30.3                                         | 31.4                                         | 32.9                                         | 33.9                                         | 33.9                                         | 32.7                                         | 31.9                                         | 32.5                                         | 31.5                                         | 30.9                                         | 30.1                                         | 29.7                                         | 31.8                                         |
| Temp. media (°C)                             | 23.6                                         | 23.6                                         | 25.9                                         | 27.1                                         | 27.5                                         | 26.9                                         | 26.8                                         | 26.7                                         | 26.4                                         | 25.6                                         | 24.5                                         | 23.6                                         | 25.7                                         |
| Temp. mín. media (°C)                        | 15.1                                         | 16.4                                         | 17.8                                         | 21.3                                         | 21.4                                         | 21.6                                         | 30.1                                         | 20.5                                         | 20.7                                         | 20.2                                         | 18.8                                         | 17.7                                         | 20.1                                         |
| Precipitación total (mm)                     | 116                                          | 87                                           | 69                                           | 84                                           | 192                                          | 554                                          | 578                                          | 519                                          | 571                                          | 464                                          | 226                                          | 155                                          | 3615                                         |
| Fuente: Climate-Data.org                     |                                              |                                              |                                              |                                              |                                              |                                              |                                              |                                              |                                              |                                              |                                              |                                              |                                              |

## Ubicación geográfica

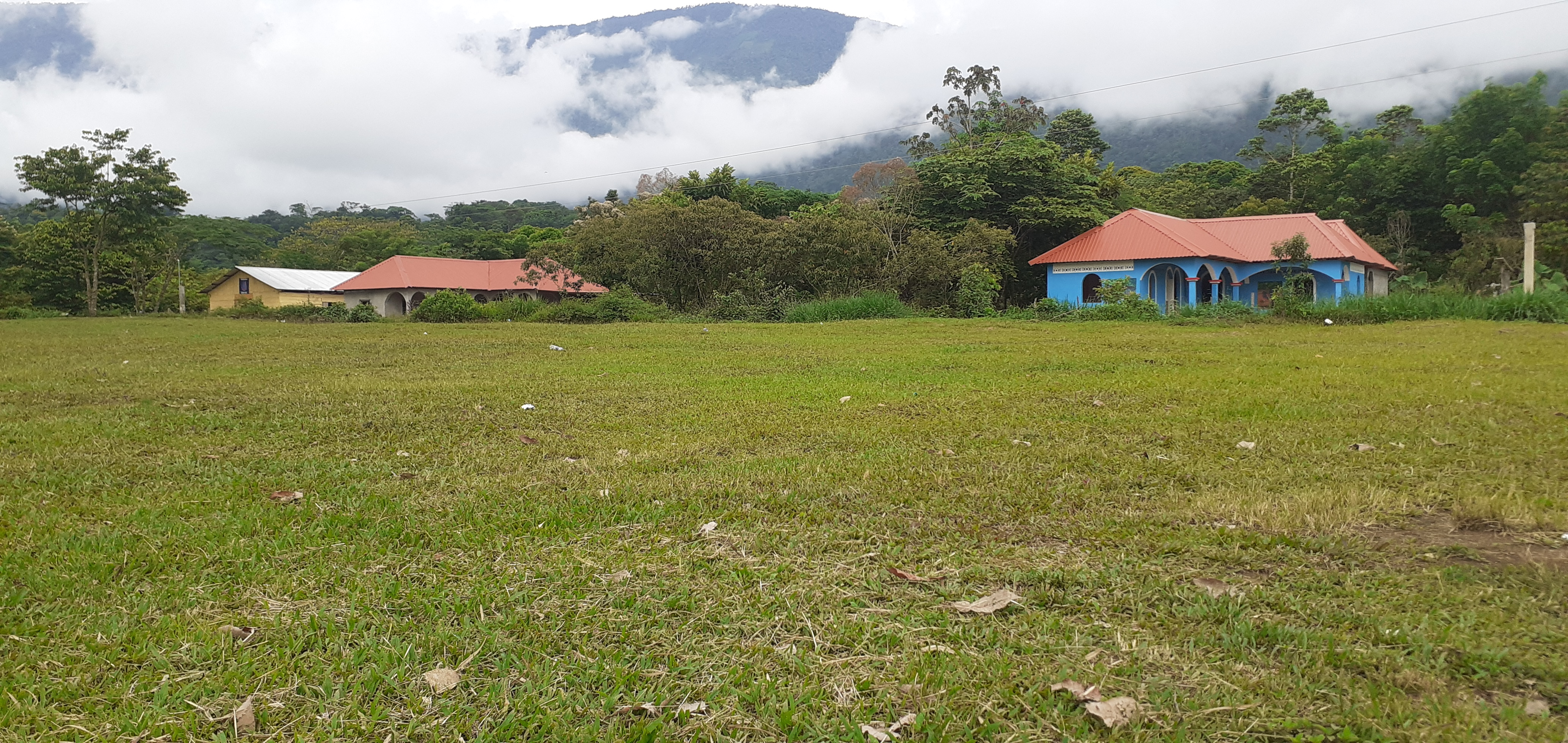
Nuevo León (Guatemala) vista desde el campo de Fútbol.

Nuevo León: Esta asentado en una pequeña Llanura al margen oeste del Río Xalbal y dista 53 kilómetros de la cabecera municipal de Santa Cruz Barillas, 167 kilómetros de la Cabecera departamental de Huehuetenango y 457 kilómetros de la Ciudad de Guatemala. Iniciando en la carretera de terracería hacia la carretera Franja Transversal del Norte (FTN), continuando para la carretera Ruta Norte 9 Norte RN-9N  Y por último la Carretera Interamericana de Guatemala; la comunidad se encuentra localizada en las coordenadas 15°47′39.9″N 91°05′38.1″O / 15.794417, -91.093917, a una altitud de 250 a 400 m s. n. m. metros sobre el nivel del mar. Santa  Cruz  Barillas está conformado por 247 centros poblados, dentro de los cuales se encuentra Nuevo León.
Sus colindancias son:
| Noroeste: San Carlos Mirador y Tierras de Malacatancito | Norte: Tierras de Malacatancito | Noreste: Tierras deMalacatancito y Valles de Candelaria Ixcán |
| Oeste: Tieras de Malacatancito y San Carlos Mirador     |                                 | Este: Valles de Candelaria Ixcán                              |
| Suroeste: San Carlos Mirador y Tierras de Malacatancito | Sur: San Carlos Mirador         | Sureste: San Carlos Mirador y Valles de Candelaria Ixcán      |

## Historia
Fundación: la comunidad fue fundada el diez de diciembre del año dos mil trece, por un grupo de personas originarios de municipio de Santa Cruz Barillas, del Departamento de Huehuetenango, y algunos oriundos, el cual tenían el pleno conocimiento por donde enmarca el territorio de dicho municipio,

## Identidad Cultural
Nuevo león es una comunidad con mayor parte de sus habitantes indígenas, pertenecientes a la cultura maya quienes hablan el idioma q'anjob'al una de las comunidades lingüísticas mayas de Guatemala
por ser originarios  de Santa Cruz yal motx; practican sus idiomas, costumbres y tradiciones, todos sus habitantes son trabajadores que luchan día a día para el bienestar social y con el arduo labor que han realizado, ha mejorado lo suficiente la estabilidad de la comunidad en un desarrollo sostenible.

## Religión
En la comunidad se prectican distintas creencias las más reconocidas son las siguientes y cada una contienen un porcentaje de feligreses y hay un grupo que no cuentan con ninguna creencia en la cual también tiene un cierto porcentaje y se considera como agnósticos.
| en NuevoLeón               | en NuevoLeón               | en NuevoLeón | en NuevoLeón | en NuevoLeón |
| -------------------------- | -------------------------- | ------------ | ------------ | ------------ |
| Religión                   | Religión                   |              | Porcentaje   | Porcentaje   |
| Protestantes y Evangélicos | Protestantes y Evangélicos |              | 60 %         | 60 %         |
| Católicos                  | Católicos                  |              | 25 %         | 25 %         |
| Iglesia La Luz del Mundo   | Iglesia La Luz del Mundo   |              | 10 %         | 10 %         |
| Agnósticos                 | Agnósticos                 |              | 5 %          | 5 %          |

## Economía
Las principales bases de su economía son agrícolas; y entre éstas las cosechas más importantes son: esta en la producción de cardamomo y el maíz aunque son de menor escala pero son los que rigen las principales actividades económicas de la comunidad y también se dedican en la siembra de otros cultivos como, frijol, arroz entre otros y donde se han utilizado métodos científicos y empíricos para su realización.